# کابالا (شهر)
کابالا (به ترکی استانبولی: Kabala) شهری است در کشور ترکیه که در استان ماردین واقع شده‌است. جمعیت این شهر بر اساس سرشماری سال ۲۰۰۸ میلادی ۹٬۵۸۸ نفر و بر اساس برآوردهای سال ۲۰۰۹ میلادی ۸٬۲۲۵ نفر می‌باشد.